# Kurima (Bardejov)
Kurima es un municipio del distrito de Bardejov en la región de Prešov, Eslovaquia, con una población estimada a final del año 2024 de 1125 habitantes.
Se encuentra ubicado en el centro-norte de la región, cerca del río Topľa (cuenca hidrográfica del río Tisza) y de la frontera con Polonia.

## Demografía
| Año        | 1994 | 2004    | 2014    | 2024    |
| ---------- | ---- | ------- | ------- | ------- |
| Población  | 1033 | 1072    | 1127    | 1125    |
| Diferencia |      | +3,77 % | +5,13 % | −0,17 % |

| Año        | 2023 | 2024    |
| ---------- | ---- | ------- |
| Población  | 1111 | 1125    |
| Diferencia |      | +1,26 % |